# Coenosia qianshanensis
Coenosia qianshanensis är en tvåvingeart som beskrevs av Xue, Wang och Zhang 2006. Coenosia qianshanensis ingår i släktet Coenosia och familjen husflugor. Inga underarter finns listade i Catalogue of Life.